# Uwe Kils

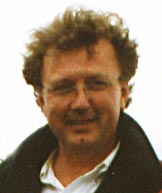
Uwe Kils (1998)

Uwe Kils (* 10. Juli 1951 in Flensburg) ist ein deutscher auf Planktologie spezialisierter Meeresbiologe. Bekannt wurde Uwe Kils, als auf seine Initiative hin das Projekt zur Wiederansiedlung von Heringen in der Flensburger Förde ins Leben gerufen wurde.

## Leben
Kils studierte von 1972 bis 1977 in Kiel und schloss das Studium als Diplom-Biologe ab. Schwerpunkt seiner Forschung waren Meeresbiologie, im Anschluss Plankton, Krill und Hering. 1979 wurde er für seine Arbeit mit dem Maier-Leibnitz-Preis ausgezeichnet. 1987 erfolgte seine Habilitation und die Lehrtätigkeit als Privatdozent für Meeresbiologie und Fischereibiologie in Kiel. Für seine Arbeiten an Heringen erhielt er den Heisenberg-Preis und für die Entwicklung des Ecoscops den Preis Biowissenschaften der Stiftung Volkswagen. Spätere Arbeiten umfassten Räuber-Beute-Beziehungen von juvenilen Atlantischen Heringen und Plankton, für das ein schwimmendes Labor mit Unterwasserfenstern umgebaut wurde, das Atoll-Labor. Die Arbeiten deckten einige schwere Fälle von Sauerstoffmangel auf und führten zu Kils' Projekt „Saubere Ostsee“, eine Aktion zur Wiederbelebung der Flensburger Förde mit Heringen.
1994 wurde Kils als Professor an das Institute for Marine and Coastal Sciences der Rutgers University in den USA berufen. Er half beim Aufbau eines Virtuellen Instituts für Ozeanographie, in dem Studenten über Internet Sonden und Kameras an Glasfaserkabeln bedienen können und online Kurse belegen. Er programmierte das Virtuelle Mikroskop. Er arbeitete mit Glasaalen und kreierte den Webserver eelBASE.

## Werke
1. Kils, U.: Swimming Behavior, Swimming Performance, and Energy Balance of Antarctic krill 'Euphausia superba' , translation of Ph.D. thesis in German from 1979, College Station, Texas; 1981. Available free via Wikisource
2. List of winners of the Heinz Maier-Leibnitz Prize 1978 - 2003 (Memento vom 17. Dezember 2008 im Internet Archive) (PDF; 98 kB), from the Deutsche Forschungsgemeinschaft (DFG) (Memento vom 2. Mai 2009 im Internet Archive) („German Research Society“).
3. Kils, U.: The ecoSCOPE and dynIMAGE: microscale tools for in situ studies of predator-prey interactions. Arch Hydrobiol Beih 36: 83-96.
4. Kils, U.: The ATOLL Laboratory and other Instruments Developed at Kiel (Memento vom 7. April 2004 im Internet Archive) (PDF; 789 kB); U.S. GLOBEC News Technology Forum Number 8: 6-9.
5. Erwähnt bei .
6. Kils, U., Klages, N. (1979) Der Krill. Naturwissenschaftliche Rundschau 10, 397 - 402
7. Kils, U. (1987) Verhaltensphysiologische Untersuchungen an pelagischen Schwärmen - Schwarmbildung als Strategie zur Orientierung in Umwelt-Gradienten. Bedeutung der Schwarmbildung in der Aquakultur (Habilitation), Universität Kiel, Ber Inst Meereskunde, Kiel 163: 1 - 168
8. Kils, U. (1983) Swimming and feeding of Antarctic Krill, Euphausia superba - some outstanding energetics and dynamics - some unique morphological details. In: Berichte zur Polarforschung, Alfred-Wegener-Institut für Polarforschung, Sonderheft 4 (1983). On the biology of Krill Euphausia superba, Proceedings of the Seminar and Report of Krill Ecology Group, ed. S. B. Schnack, 130 - 155
9. Kils, U., Marschall, P. (1995) Der Krill, wie er schwimmt und frisst - neue Einsichten mit neuen Methoden. (The antarctic krill - feeding and swimming performances - new insights with new methods). In: Hempel, I., Hempel, G., Biologie der Polarmeere - Erlebnisse und Ergebnisse. Gustav Fischer Jena - Stuttgart - New York, 201 - 207
10. Kils, U., (2000) IMAGES: Krill Stuff. ed. Kayser j., Science 290 (5496):  Net watch online publication ecoSCOPE.com - enhanced IT tools and translation of Kils, U., Marschall, P. 1995
11. Kils, U., (2006) How Krill feeds. Aus: Hempel,G., Hempel, I., Schiel, S., Faszination Meeresforschung, Ein oekologisches Lesebuch. Hauschild Bremen, 112 - 115 (auf Englisch)